# Pampaneira
Pampaneira er en by og kommune i det sydøstlige Spanien i provinsen Granada. Den har et indbyggertal på 314 (2024) indbyggere.